# Lopašov
Lopašov (maďarsky Felsőlopassó, do roku 1907 maďarsky Lopassó) je obec na Slovensku v okrese Skalica. Žije zde 339 obyvatel. První písemná zmínka o obci pochází z roku 1392.

## Přírodní poměry
Obec leží asi šestnáct kilometrů jihovýchodně od Skalice a devět kilometrů severně od Senice, podél silnice I/51 Holíč–Trnava. Koryto potoka Chvojnica je chráněno jako stejnojmenná přírodní památka.

## Pamětihodnosti
V obci stojí římskokatolický kostel svatého Vendelína. z roku 1842